# Karaula (Prijepolje)
Karaula (Servisch cyrillisch Караула) is een plaats in de Servische gemeente Prijepolje. De plaats telt 63 inwoners (2002).